# Sergio Pizzolante
Sergio Pizzolante (Castrignano del Capo, 24 gennaio 1961) è un politico italiano, deputato alla Camera nella XV, XVI e XVII legislatura della Repubblica Italiana.

## Biografia
Diplomatosi al liceo scientifico. Impegnato nel sindacato, è stato segretario regionale della UIL in Emilia-Romagna.
Politicamente aderisce fin da giovane al Partito Socialista Italiano, di cui nei primi anni '90 è segretario della Federazione provinciale di Rimini.
Alle elezioni politiche del 2006 viene candidato alla Camera dei Deputati, tra le liste di Forza Italia nella circoscrizione Emilia-Romagna in ottava posizione, venendo eletto deputato, grazie alla rinuncia di Silvio Berlusconi che opta per la circoscrizione Campania 1. Nella XV legislatura della Repubblica è stato componente della 9ª Commissione Trasporti, poste e telecomunicazioni.
Alle elezioni politiche del 2008 viene ricandidato alla Camera, tra le liste del Popolo della Libertà nella medesima circoscrizione, venendo rieletto deputato. Nel corso della XVI Legislatura è stato segretario della 8ª Commissione Commissione Ambiente, territorio e lavori pubblici, oltreché componente della 6ª Commissione Finanze in sostituzione della sottosegretaria ai rapporti col Parlamento Laura Ravetto.
Alle elezioni politiche del 2013 è candidato per la terza volta alla Camera dei deputati, sempre nella circoscrizione Emilia-Romagna, nelle liste del Popolo della Libertà, venendo nuovamente rieletto deputato della XVII Legislatura.
Il 16 novembre 2013, con la sospensione delle attività del Popolo della Libertà, aderisce al Nuovo Centrodestra guidato da Angelino Alfano, divenendone vice-capogruppo alla Camera.
Alle elezioni amministrative del 2016 presenta una lista elettorale (Patto Civico) a sostegno della rielezione di Andrea Gnassi a sindaco di Rimini, ottenendo il 13,83% dei voti ed eleggendo cinque consiglieri comunali.
Nel 2017, con lo scioglimento di NCD e la fondazione del suo successore Alternativa Popolare (AP), Pizzolante vi aderisce.
Alle elezioni politiche del 2018 viene ricandidato alla Camera nel collegio uninominale Emilia-Romagna - 15 (Rimini), sostenuto dalla coalizione di centro-sinistra in rappresentanza di Civica Popolare (lista elettorale di cui fa parte AP), risultando tuttavia non eletto, sconfitto dalla candidata del centro-destra Elena Raffaelli e superata da quella del Movimento 5 Stelle Giulia Sarti, un risultato elettorale che egli stesso definisce "impietoso".
Dal 2018 imprenditore. Presidente e Amministratore Delegato di Vertical  – Gruppo SGR, azienda operativa nel settore dell’efficientamento energetico e della ristrutturazione degli edifici.
Dal 2018 è editorialista del Corriere Romagna e del The Watcher Post.
A dicembre 2019 annuncia l'adesione a Italia Viva, partito fondato da Matteo Renzi di stampo liberale e centrista.